# Romanechita
La romanechita és un mineral de la classe dels òxids. Rep el seu nom de la localitat francesa de Romanèche-Thorins, a la Borgonya, on va ser descoberta. Químicament és similar a l'hol·landita, i es pot confondre amb els membres del grup de la criptomelana.

## Característiques
La romanechita és un òxid de fórmula química (Ba,H₂O)₂(Mn4+,Mn3+)₅O10. Cristal·litza en el sistema monoclínic. La seva duresa a l'escala de Mohs es troba entre 5 i 6.
Segons la classificació de Nickel-Strunz, la romanechita pertany a «04.DK: Òxids amb proporció Metall:Oxigen = 1:2 i similars, amb cations grans (+- mida mitjana); estructures de túnel» juntament amb els següents minerals: akaganeïta, coronadita, criptomelana, hol·landita, manjiroïta, mannardita, priderita, redledgeïta, henrymeyerita, estronciomelana i todorokita.

## Formació i jaciments
Va ser descoberta al dipòsit de manganès de la localitat de Romanèche-Thorins, a La Chapelle-de-Guinchay, Saona i Loira (Borgonya-Franc Comtat, França). Ha estat descrita en més de tres-cents jaciments d'arreu del planeta. Als territoris de parla catalana ha estat descrita a la mina Serrana, a El Molar (Priorat, Tarragona), i a la Cova del Pas de Vallgornera, a Llucmajor (Mallorca).